# Entzündungsaltern
Entzündungsaltern (der engl. Begriff inflamm-aging beziehungsweise inflammaging ist auch im deutschsprachigen Raum weit verbreitet) bezeichnet die vermehrte Ausschüttung von proinflammatorischen Zytokinen und damit verbundenen chronischen Erkrankungen bei älteren Menschen.

## Beschreibung
Die Immunoseneszenz, das Altern des Immunsystems, ist eine Begleiterscheinung des Alterns. Das Entzündungsaltern ist durch ein Nachlassen der Antwort der adaptiven Immunabwehr gekennzeichnet. Die Rückbildung des Thymus beginnt mit der Geschlechtsreife. Dieser Prozess ist zwischen dem 40. und 50. Lebensjahr abgeschlossen. Danach ist keine Reifung von T-Lymphozyten mehr möglich, wodurch das Immunsystem auf das Portfolio der bis dahin gebildeten T-Lymphozyten angewiesen ist. In jungen Jahren hat der Körper einen hohen Anteil an naiven – das heißt nicht aktivierten – T-Lymphozyten, einen geringen Anteil an Gedächtniszellen und kaum Effektorzellen. Im Alter ist es dagegen genau umgekehrt: Es dominieren die Effektorzellen, die Gedächtniszellen sind an zweiter Stelle und es sind kaum noch naive T-Lymphozyten vorhanden. Diese Umkehr hat Veränderungen in der Zytokinausschüttung zur Folge. Interleukin-2 und Interleukin-4 werden signifikant weniger ausgeschüttet als in jungen Jahren, während γ-Interferon verstärkt gebildet wird. Dies wiederum bewirkt unter anderem eine schlechtere Reifung der B-Lymphozyten und eine reduzierte Produktion von Antikörpern.
Der Begriff inflammaging wurde von dem italienischen Immunologen Claudio Franceschi von der Universität Bologna als Beschreibung für das allgemein akzeptierte Paradigma geprägt, dass das Altern mit der erhöhten Ausschüttung proinflammatorischer Botenstoffe verbunden ist.
Dieser Zustand der leichten systemischen und chronischen (= subklinischen) Entzündung unterscheidet sich erheblich von dem einer akuten Entzündung, die durch fünf Entzündungszeichen gekennzeichnet ist.

## Auswirkungen
Das Entzündungsaltern bewirkt unter anderem, dass der Erfolg von Impfungen im Alter deutlich geringer als in jungen Jahren ist.
Darüber hinaus wird das Entzündungsaltern als Ursache für eine Reihe altersassoziierter Erkrankungen mit inflammatorischer Pathogenese, wie beispielsweise Arthritis, Alzheimer, Arteriosklerose, Osteoporose und Diabetes mellitus, gesehen.
Inflammaging wird auch als eine Ursache des Alterungsprozesses selbst gesehen. Entzündungen sind – so die weitergehende Hypothese von Franceschi – in jungen Jahren sehr hilfreich, wo sie die Überlebenschancen gegen Pathogene erheblich verbessern, aber entsprechend der Theorie der antagonistischen Pleiotropie, im Alter für den Organismus eher schädlich. Für diese These spricht, dass durch die Gabe von Sirolimus, einem Immunsuppressivum, bei Mäusen die Lebenserwartung signifikant verlängert werden kann.
Aus evolutionärer Sicht ist das Überleben eines Organismus zumindest bis zum Ende seiner reproduktiven Phase wichtig. Die meisten Organismen (einschließlich des frühen Menschen) starben, bevor sie das Ende der Reproduktionsphase erreichten. Die nachteiligen Auswirkungen des Entzündungsalterns traten somit nur sehr selten in Erscheinung. Eine Selektion gegen dieses die Lebensspanne verkürzende und erst nach der Reproduktionsphase auftretende Inflammaging war somit nicht möglich.
Erst seit einer – evolutionsgeschichtlich gesehen – kurzen Zeit erreichen sehr viele Menschen ein Lebensalter, das über 40 bis 50 Jahre hinausgeht. Das Immunsystem ist nicht für das Erreichen eines hohen Lebensalters ausgelegt, muss nun aber länger aktiv sein. Dieser lange Zeitraum der Aktivität führt zu chronischen Entzündungsprozessen, die langsam, aber unaufhaltsam Schäden in den Organen anrichten – ein Phänomen, das in direktem Zusammenhang mit dem Altern steht und zu den typischen altersbedingten chronischen Erkrankungen wie beispielsweise Osteoporose, Sarkopenie, Diabetes mellitus Typ 2, Alzheimer und Arteriosklerose führen kann. Die Progression dieser Erkrankungen hängt offensichtlich stark vom Genotyp des Einzelnen ab. Es gibt dabei einen Zusammenhang, der besagt, dass pro-inflammatorische Genotypen früher altern und umgekehrt, dass ein kontrollierterer Entzündungsstatus ein langsameres Altern ermöglicht. Die moderne Gesellschaft bedeutet eine deutlich reduzierte pathogene Belastung für den menschlichen Organismus – im Vergleich zu den Zeiten, als das Immunsystem sich evolutionär entwickelte. Ein auf die jetzigen Verhältnisse eingestelltes Immunsystem würde so möglicherweise die Lebenserwartung erhöhen und chronische altersbedingte Erkrankungen unterdrücken.
Entzündungsaltern wird auch als mögliche Ursache für Krebserkrankungen gesehen. Bei Hundertjährigen wurde vermehrt eine Genexpression festgestellt, die offensichtlich Entzündungsprozesse besser kontrolliert.

## Weiterführende Literatur
- A. Larbi u. a.: Aging of the immune system as a prognostic factor for human longevity. In: Physiology (Bethesda) 23, 2008, S. 64–74. PMID 18400689 (Review)
- S. Giunta: Is inflammaging an auto(innate)immunity subclinical syndrome? In: Immun Ageing 3, 2006, S. 12. PMID 17173699 (Open Access)